# BMW E65/E66

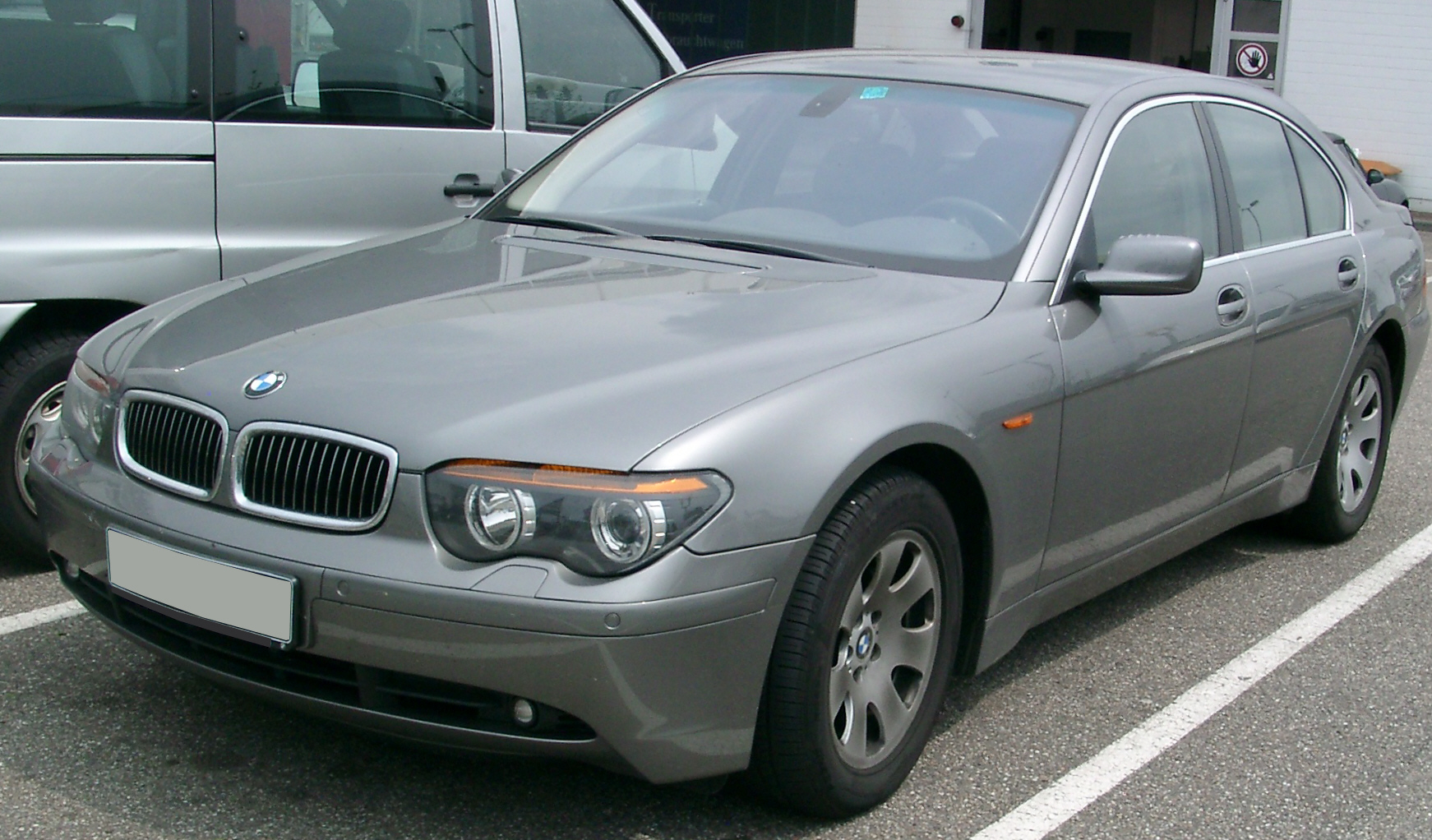
Pre-rediseño (2002-2005)

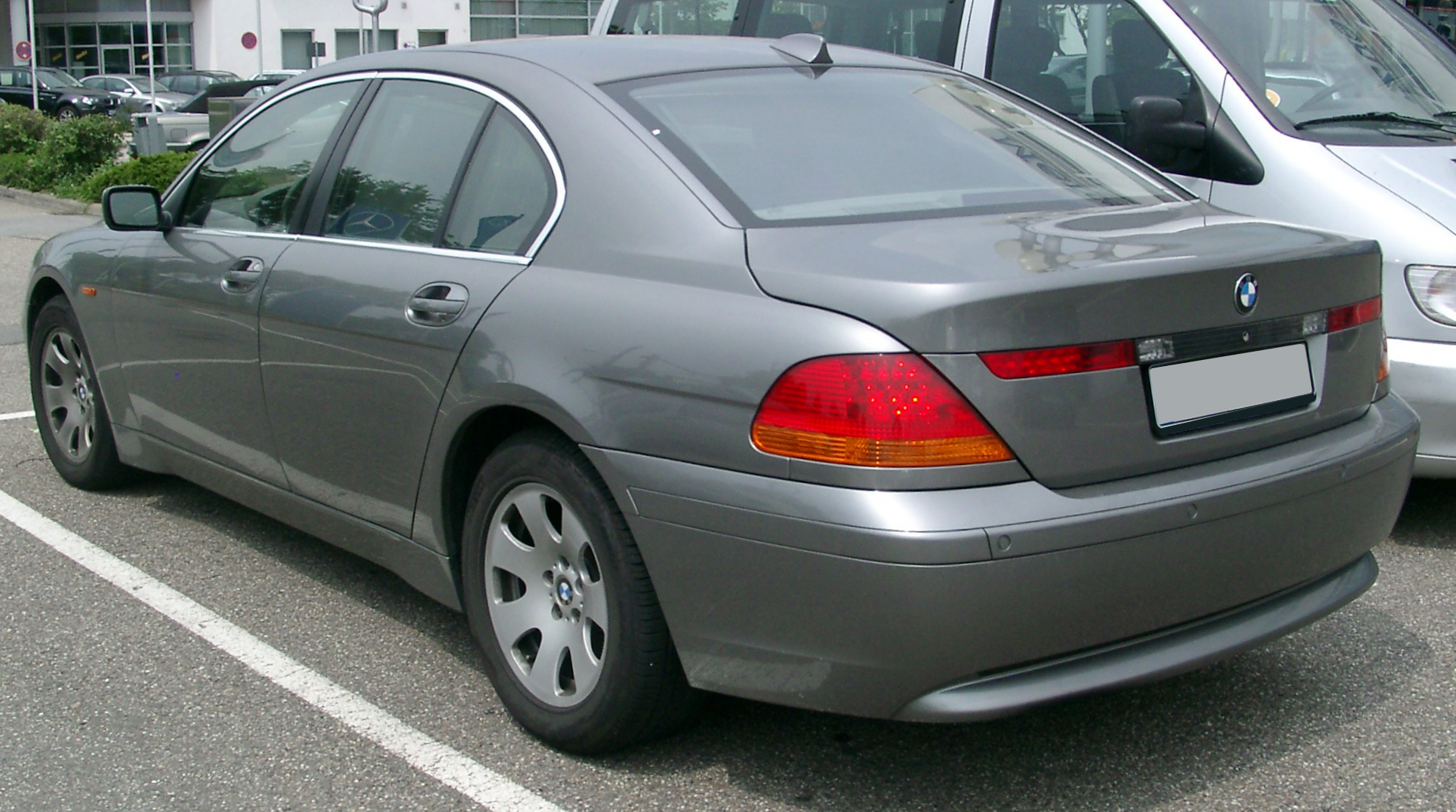
Pre-rediseño (2002-2005), vista trasera

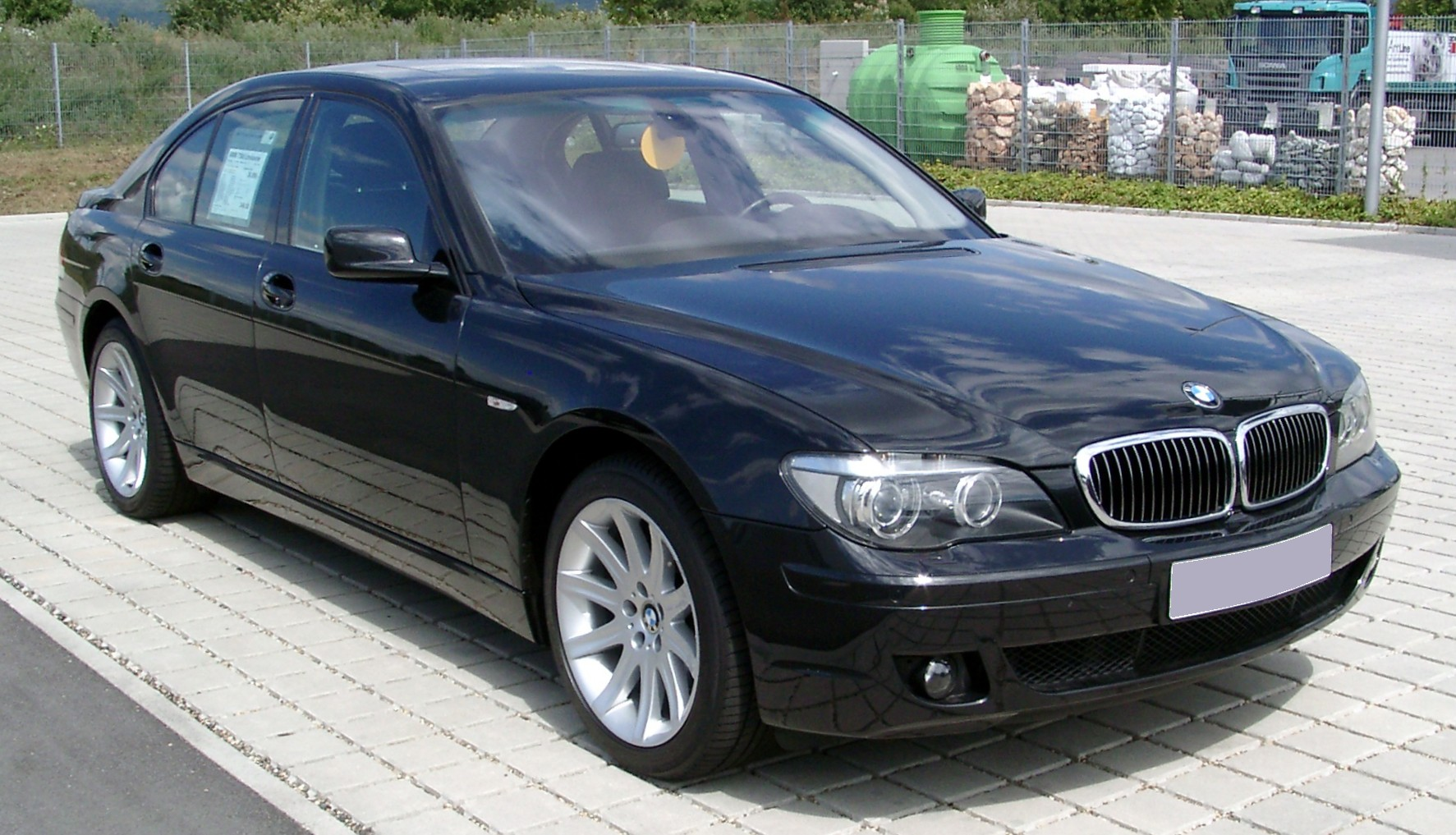
Rediseño (2005-2008)

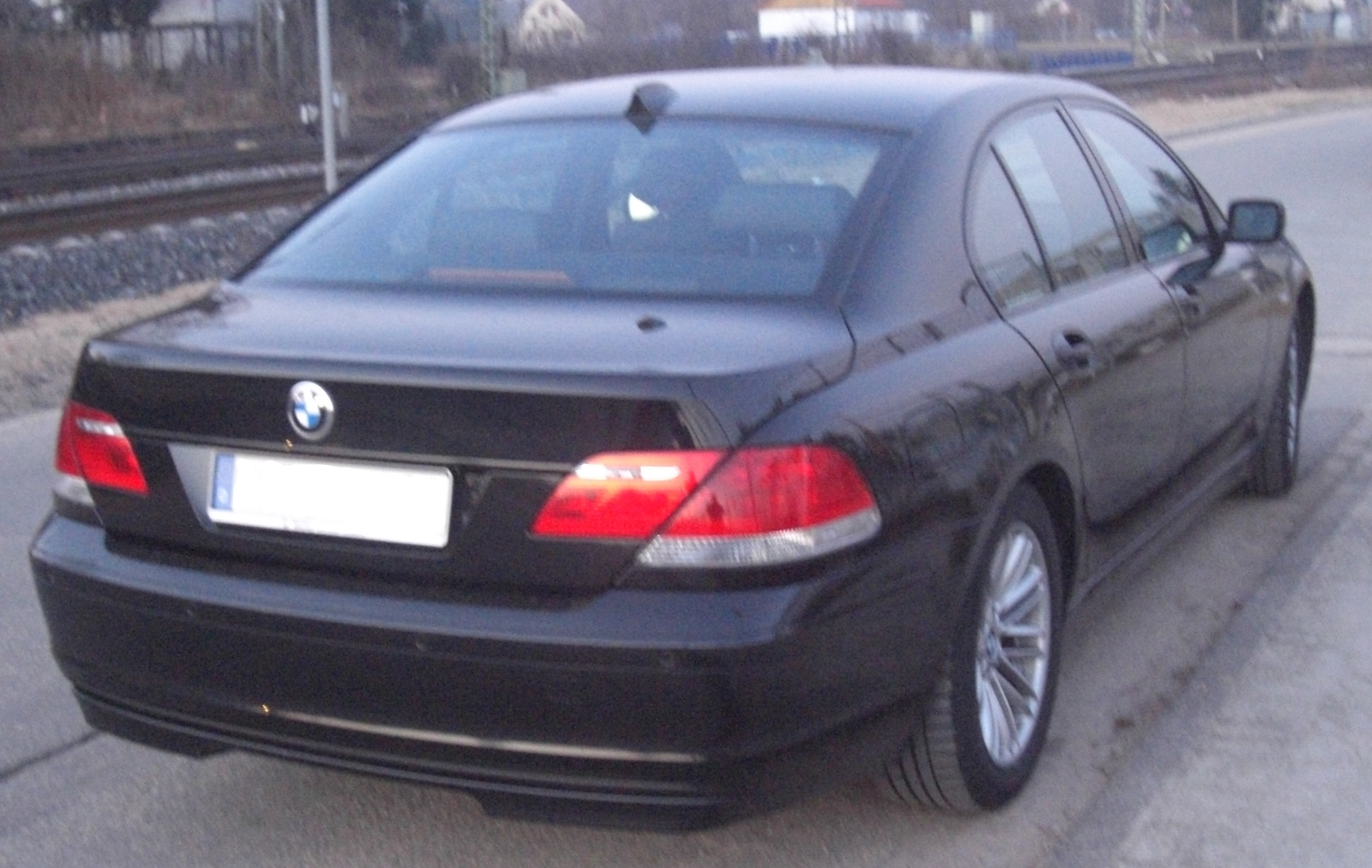
Rediseño (2005-2008), vista trasera

El  BMW E65/E66/E67/E68 es la plataforma del anterior BMW serie 7. Que sustituye al BMW E38 para el 2002. El coche se presentó en el Salón del Automóvil de Fráncfort en 2001 y se puso en marcha en Europa el 17 de noviembre de 2002. Que apareció por primera vez en los EE. UU. y otros mercados en la primavera de 2002. E65 es la designación de la versión corta, el E66 la versión larga, el E67 la versión blindada y el E68 la versión de hidrógeno. Ayudó a diseñar a su predecesor, el E38.

## Descripción
La llegada de este modelo anuncia un nuevo estilo de BMW con la labor del jefe de diseño con Chris Bangle. Al principio la producción del E65 empezó con problemas, la gran mayoría de las cuales fueron causadas por problemas de software, así como el iDrive. BMW recompro un número importante en 2002 y 2003 de la serie 7 en los EE. UU. Afectaba a las actualizaciones de software que se han arreglado. Además, BMW América amplió la garantía de fábrica en todos los modelos de los años 2002 y 2003 que se vendieron en los EE. UU. a 6 años o 100 000 millas (160 000 km) del original 4 años o 50 000 millas (80 000 km) de cobertura. El Reino Unido, sin embargo, es sólo de 3 años con kilometraje ilimitado de garantía sobre este modelo. 
El E65/E66 BMW son los únicos vehículos que están disponibles con una línea superior de motores 6.0 litros V12 de gasolina y 4.4 litros V8 turbodiesel, respectivamente, el N73 BMW 760i V12 y BMW 745d turbodiesel con un V8. 
En los Estados Unidos el Serie 7 de 2008: $75 800 el (750i), $78 900 el (750Li), y $122 600 el (760Li).

## Motorizaciones
| Periodo                        | 2001-2005                 | 2005-2008                 | 2001-2003                            | 2005-2008                            | 2002-2005                            | 2005-2008                            | 2003-2008                            |                                      |                           |                           |
| Identificación del motor       | M54 B30                   | N52 B30                   | M62 B36                              | N62 B40                              | N62 B44                              | N62 B48                              | N73 B60                              |                                      |                           |                           |
| Tipo de motor                  | L6 24v                    | L6 24v                    | V8 32v                               | V8 32v                               | V8 32v                               | V8 32v                               | V12 48v                              |                                      |                           |                           |
| Diámetro x carrera             | 84.0 mm × 89.6 mm         | 85.0 mm × 88.0 mm         | 84.0 mm × 81.2 mm                    | 87.0 mm × 84.1 mm                    | 92.0 mm × 82.7 mm                    | 93.0 mm × 88.3 mm                    | 89.0 mm × 80.0 mm                    |                                      |                           |                           |
| Cilindrada                     | 2979 cm³                  | 2996 cm³                  | 3600 cm³                             | 4000 cm³                             | 4398 cm³                             | 4799 cm³                             | 5972 cm³                             |                                      |                           |                           |
| Relación de compresión         | 10.2: 1                   | 10.7: 1                   | 10.5: 1                              | 10.5: 1                              | 10.5: 1                              | 10.5: 1                              | 11.3: 1                              |                                      |                           |                           |
| Potencia máxima: CV (kW) @ rpm | 231 CV (170 kW) @ 5900    | 258 CV (190 kW) @ 6600    | 272 CV (200 kW) @ 6200               | 306 CV (225 kW) @ 6300               | 333 CV (245 kW) @ 6100               | 367 CV (270 kW) @ 6300               | 445 CV (327 kW) @ 6000               |                                      |                           |                           |
| Par máximo: Nm @ rpm           | 300 Nm @ 3500             | 300 Nm @ 2500-4000        | 360 Nm @ 3700                        | 390 Nm @ 3500                        | 450 Nm @ 3600                        | 490 Nm @ 3400                        | 600 Nm @ 3950                        |                                      |                           |                           |
| Tracción                       | Trasera                   | Trasera                   | Trasera                              | Trasera                              | Trasera                              | Trasera                              | Trasera                              | Trasera                              | Trasera                   | Trasera                   |
| Transmisión                    | Automática, 6 velocidades | Automática, 6 velocidades | Automática, 6 velocidades            | Automática, 6 velocidades            | Automática, 6 velocidades            | Automática, 6 velocidades            | Automática, 6 velocidades            | Automática, 6 velocidades            | Automática, 6 velocidades | Automática, 6 velocidades |
| Peso                           | 1805 kg                   | 1880 kg                   | 1840 kg                              | 1970 kg                              | 1870 kg                              | 1985 kg                              | 2150-2180 kg                         |                                      |                           |                           |
| Aceleración 0–100 km/h         | 8.1 s                     | 7.8 s                     | 7.5 s                                | 6.8 s                                | 6.3 s                                | 5.9 s                                | 5.5 s                                |                                      |                           |                           |
| Velocidad máxima               | 237 km/h                  | 244 km/h                  | 250 km/h (Limitado electrónicamente) | 250 km/h (Limitado electrónicamente) | 250 km/h (Limitado electrónicamente) | 250 km/h (Limitado electrónicamente) | 250 km/h (Limitado electrónicamente) | 250 km/h (Limitado electrónicamente) |                           |                           |
| Consumo combinado (L/100 km)   | 10.7                      | 10.1                      | 10.7                                 | 11.2                                 | 10.9                                 | 11.4                                 | 13.0-13.6                            |                                      |                           |                           |

| Periodo                        | 2001-2005                                                  | 2005-2008                                                  | 2001-2005                                                  | 2005-2008                                                  |         |
| Identificación del motor       | M57 TUD30                                                  | M57 TU2D30                                                 | M67 TUD40                                                  | M67 D44                                                    |         |
| Tipo de motor                  | L6 24v, inyección directa, common-rail, turbo, intercooler | L6 24v, inyección directa, common-rail, turbo, intercooler | V8 32v, inyección directa, common-rail, turbo, intercooler | V8 32v, inyección directa, common-rail, turbo, intercooler |         |
| Diámetro x carrera             | 84.0 mm × 90.0 mm                                          | 84.0 mm × 90.0 mm                                          | 84.0 mm × 88.0 mm                                          | 87.0 mm × 93.0 mm                                          |         |
| Cilindrada                     | 2993 cm³                                                   | 2993 cm³                                                   | 3901 cm³                                                   | 4423 cm³                                                   |         |
| Relación de compresión         | 18.0: 1                                                    | 17.0: 1                                                    | 18.0: 1                                                    | 17.0: 1                                                    |         |
| Potencia máxima: CV (kW) @ rpm | 218 CV (160 kW) @ 4000                                     | 231 CV (170 kW) @ 4000                                     | 258 CV (190 kW) @ 4000                                     | 329 CV (242 kW) @ 3800                                     |         |
| Par máximo: Nm @ rpm           | 500 Nm @ 2000-2750                                         | 520 Nm @ 2000-2750                                         | 600 Nm @ 1900-2500                                         | 750 Nm @ 1900-2500                                         |         |
| Tracción                       | Trasera                                                    | Trasera                                                    | Trasera                                                    | Trasera                                                    | Trasera |
| Transmisión                    | Automática, 6 velocidades                                  | Automática, 6 velocidades                                  | Automática, 6 velocidades                                  | Automática, 6 velocidades                                  |         |
| Peso                           | 1975 kg                                                    | 1975 kg                                                    | 2090 kg                                                    | 2115 kg                                                    |         |
| Aceleración 0–100 km/h         | 8.0 s                                                      | 7.8 s                                                      | 7.4 s                                                      | 6.6 s                                                      |         |
| Velocidad máxima               | 235 km/h                                                   | km/h                                                       | 250 km/h (Limitado electrónicamente)                       | 250 km/h (Limitado electrónicamente)                       |         |
| Consumo combinado (L/100 km)   | 8.6                                                        | 7.9                                                        | 9.8                                                        | 9.0                                                        |         |

- Datos: Q780998
- Multimedia: BMW E65 / Q780998